# Georges Poulet
Georges Poulet (Chênée, Bélgica, 29 de noviembre de 1902–Bruselas, 31 de diciembre de 1991) fue un crítico literario belga vinculado a la Escuela de Ginebra.

## Biografía
Poulet se doctoró en la Universidad de Lieja en 1927, y marchó pronto a trabajar a la Universidad de Edimburgo. Más tarde, en 1952, fue profesor de Literatura Francesa en la famosa Johns Hopkins University, llegando a ser director del Department of Romance Languages and Literatures; y posteriormente enseñó en la Universidad of Zurich y en la de Niza.
Aunque no llegó a formar parte del claustro de la Universidad de Ginebra sí se le asoció a la escuela ginebrina por sus trabajos junto a Marcel Raymond, Albert Béguin, Jean Rousset, Jean Starobinski y Jean-Pierre Richard. También sería influido por otros críticos e historiadores de las ideas como Wilhelm Dilthey y Friedrich Gundolf, Jacques Riviere, y Charles du Bos.
De sus publicaciones se destacan los Etudes sur le temps humain, donde analiza a Molière, Proust, Flaubert, o Baudelaire para buscar a expresión del cogito o la conciencia de cada uno de ellos. El primer volumen, publicado en Francia en 1949, recibió el Prix Sainte-Beuve in 1950. El segundo,La distancia interior, mereció el Grand Prix de la Critique littéraire y el Prix Durchon de la Academia francesa, en 1952. El volumen tercero, Le point de départ, fue publicado en 1964; y el cuarto volumen, Mesure de l’instant, apareció en 1968.
Como otros autores de la Escuela citada, Poulet rechaza la idea de que es posible una indagación objetiva o estructural de los valores estéticos. Por el contrario, su búsqueda es de carácter fenomenológico, y de amplio espectro cultural. Ni trata de lo obvio, lo dado en las palabras sin más, ni tampoco de lo escondido por ser inconsciente.[cita requerida] Para Paul de Man, Poulet "nos invita a que busquemos en el análisis de un escritor su 'punto de partida', una experiencia que es a la vez inicial y centralizadora, y en torno a la cual puede organizarse toda su obra". Dicho 'punto de partida' es diferente en cada autor.

## Obras
- Etudes sur le temps humain: l vol. I con ese título (1949); con los subtítulos II La Distance interierur (1959), III Le Point de départ (1964); IV Mesure de l’instant (1968).
- Les métamorphoses du cercle (1961).
- Trois essais de mythologie romantique (1966). Trad.: Tres ensayos de mitología romántica, Pamiela, 1990.
- Les chemins actuels de la critique (1967). Trad.: Los caminos actuales de la crítica, Planeta, 1967.
- La conscience critique (1969). Trad.: La conciencia crítica: de Madame de Stael a Barthes, Visor, 1997.
- Entre moi et moi: Essais critiques sur la conscience de soi (1977).
- L'espace proustien (1963).
- La Pensée indéterminée (1985-1990), tres vols.: "De la Rennaissance au Romantisme"; "Du Romantisme au début du XX siècle"; "De Bergson à nos jours".